# Tontelea attenuata
Tontelea attenuata är en benvedsväxtart som beskrevs av John Miers. Tontelea attenuata ingår i släktet Tontelea och familjen Celastraceae. Inga underarter finns listade.